# Brest pod Učkom
Brest pod Učkom – wieś w Chorwacji, w żupanii istryjskiej, w gminie Lupoglav. W 2011 roku liczyła 55 mieszkańców.